# Okvirna konvencija o zaštiti nacionalnih manjina
Okvirna konvencija o zaštiti nacionalnih manjina multilateralni je ugovor Vijeća Europe usvojen s ciljem zaštite manjinskih prava. Konvencija je usvojena 10. studenoga 1994. godine na Odboru ministara Vijeća Europe, a stupila je na snagu 1. veljače 1998. godine. Konvencija prepoznaje kako se kroz europsku povijest došlo do zaključka da je zaštita nacionalnih manjina jedan od ključnih elemenata demokracije, stabilnosti i mira na kontinentu. Zemlje potpisnice obvezale su se podnositi izvješća Vijeću Europe o mjerama poduzetim za ostvarivanje načela iz Konvencije. Iste godine Vijeće Europe usvojilo je i drugi ključni regionalni europski mehanizam zaštite manjinskih prava, Europsku povelju o regionalnim ili manjinskim jezicima.
Europska unija, organizacija institucionalno odvojena od Vijeća Europe, podržava provedbu konvencije kroz preporuke zemljama članicama i kandidatima za pružanje zaštite i socijalno uključivanje pripadnika osjetljivih skupina kao što su migranti, stranci i etničke manjine. EU posebnu pažnju u provođenju konvencije iskazuje prema pitanju ostvarivanja prava Roma, manjinske zajednice koja se suočava s najvećim izazovom diskriminacije u Europi. Samo četiri zemlje članice Vijeća Europe (Francuska, Turska, Monako i Andora) nisu potpisnice konvencije, a još četiri su je potpisale ali ne i ratificirale (Luksemburg, Grčka, Belgija i Island).

## Procedura praćenja provedbe konvencije
Konvencija stvara zajednički europski okvir za proces ujednačivanja standarda zaštite prava nacionalnih manjina u različitim državama, a njezinu provedbu sustavno prati za tu svrhu osnovan Savjetodavni odbor sastavljen od osamnaest nezavisnih stručnjaka. Savjet daje mišljenje o stanju u državama koje pokriva konvencija na osnovu periodičnih vladinih izvješća o provedbi, ali i izravnih konzultacija s predstavnicima manjina, civilnim sektorom i kroz posjete. Manjine imaju mogućnost izdati i usporedno izješće onomu koje izdaje vlada. Cijeli proces vodi davanju stručnog mišljenja Savjetodavnog dobora koje Odbor ministara Vijeća Europe (koji čine ministri iz zemalja članica) koristi kao osnovu za mišljenje o stanju manjinskih prava u pojedinoj zemlji.

## Provedba okvirne konvencije u Hrvatskoj
Odluku o proglašenju Zakona o potvrđivanju konvencije donio je Hrvatski sabor u rujnu 1997. godine, a stupila je na snagu 1. veljače 1998. godine. Hrvatska se time obvezala podnositi izvješća Vijeću Europe o zakonodavnim i drugim mjerama poduzetima za ostvarivanje načela iz Konvencije. Ured za ljudska prava i prava nacionalnih manjina u suradnji s nadležnim ministarstvima i tijelima državne uprave podnijelo je prvo izvješće 1999. godine, drugo 2004. godine, treće 2009. godine, četvrto 2014. godine i peto 2019. godine.

## Vanjske poveznice
- Peto izvješće Republike Hrvatske o provedbi Okvirne konvencije za zaštitu nacionalnih manjina  Arhivirana inačica izvorne stranice od 19. siječnja 2021. (Wayback Machine)